# 杨振鸿

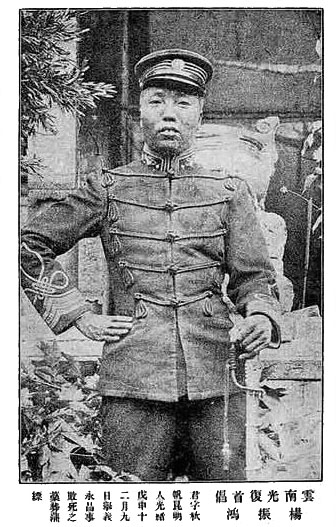

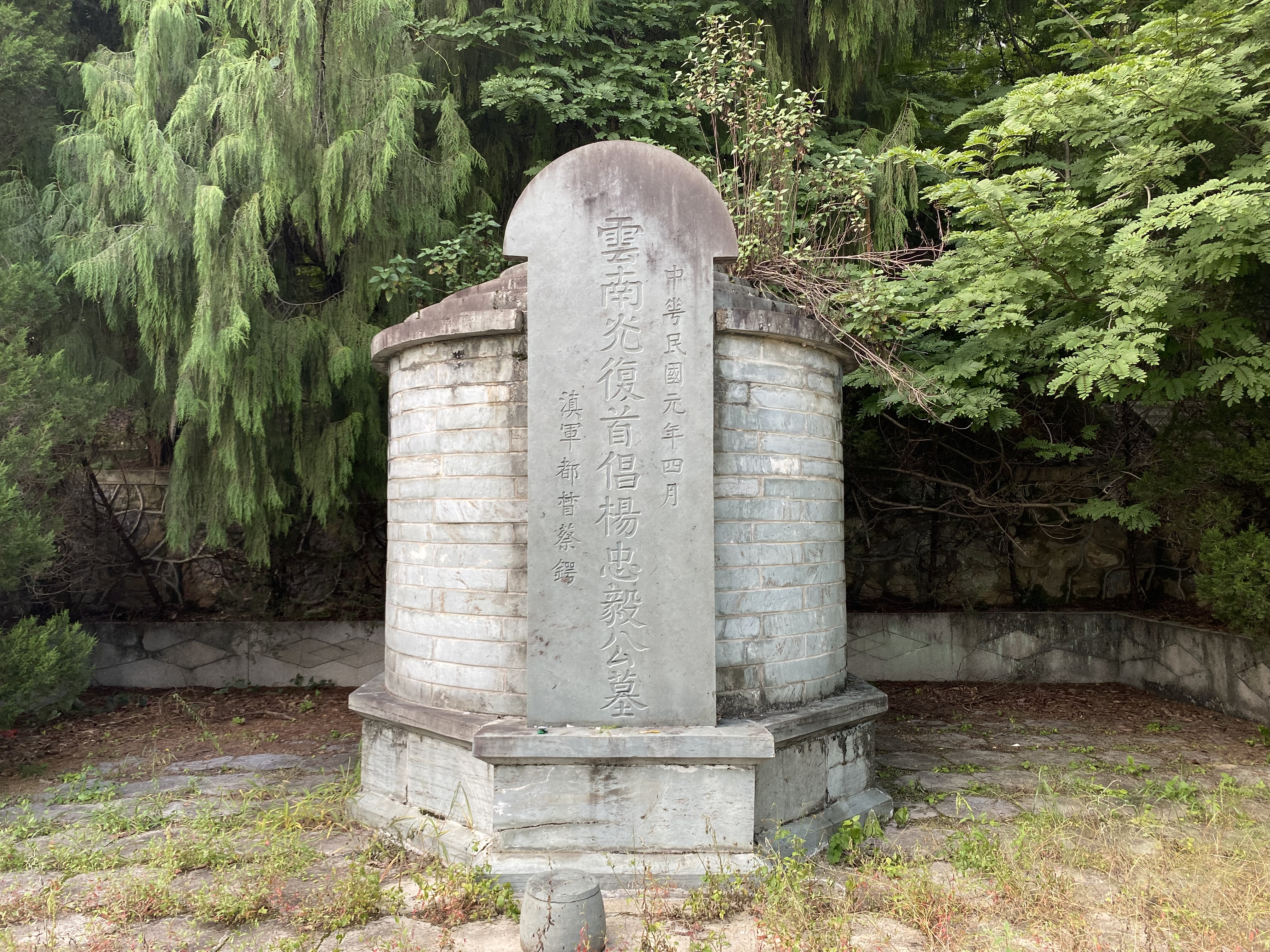
杨振鸿墓

杨振鸿（1874年—1909年1月2日），字秋帆，别号志复、福什，云南昆明小街人。中国民主革命家。与马骧、黄毓英合称“云南革命三杰”。

## 生平
1903年，杨振鸿赴日本留学，入振武学校学习军事。1905年6月，杨振鸿会见了孙中山，此后加入中国同盟会并积极发展会员。
1906年，杨振鸿归国，奉孙中山之命，在归国途中对法国侵占越南、侵入云南的活动进行实地考察，了解了滇越铁路沿线情况。后来，黄兴发动河口起义时，曾经以杨振鸿此次调查的结果作为制定起义计划的资料。1906年4月，杨振鸿抵达昆明。同年9月，杨振鸿与中国同盟会会员陈文瀚等在昆明成立“公学会”，呼吁云南省人民同法国、英国侵略者斗争。还发动青年学生控诉云贵总督丁振铎出卖国家利益。
1907年秋，杨振鸿经缅甸抵达日本东京，再入振武学校。还帮助孙中山筹划广东潮州起义、惠州七女湖起义、广西镇南关起义，但均失败。1908年河口起义时，杨振鸿归国响应起义，但刚到达香港便获得了起义失败的消息。杨振鸿遂改赴缅甸仰光创办《光华日报》，宣传革命。还联络该地区革命同志及爱国志士，创建滇缅边境的革命据点。
1908年冬，光绪帝、慈禧太后先后逝世，杨振鸿闻讯回到云南，于1908年12月23日发动云南永昌起义，因事机泄露，起义失败。杨振鸿于1909年1月2日因忧愤逝世，享年35岁。1912年4月，李根源主持将杨振鸿的灵柩起出并改葬于保山太保山之侧。